# Baltische Geodätische Kommission

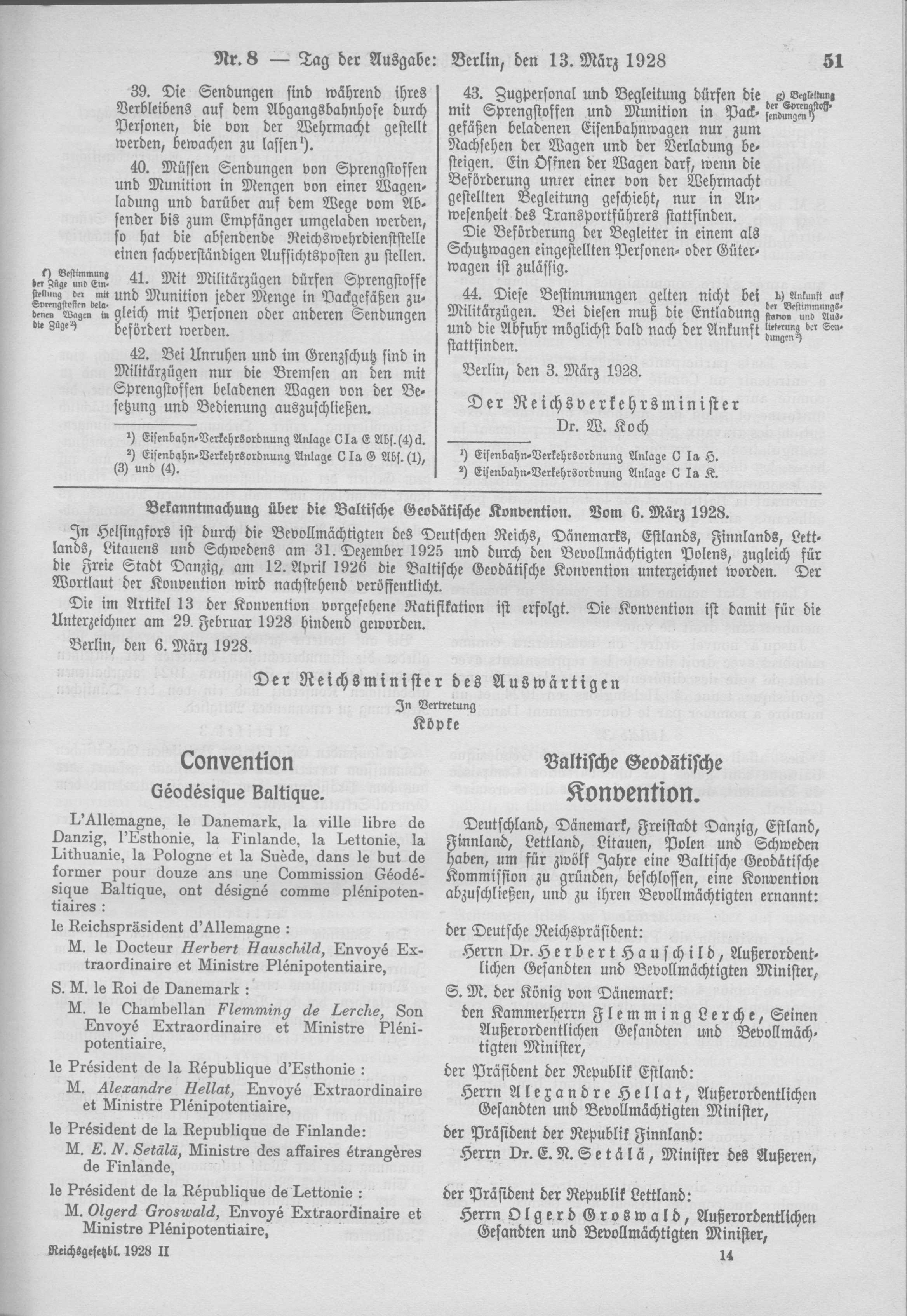
Bekanntmachung über die Baltische Geodätische Konvention vom 6. März 1928

Die Baltische Geodätische Kommission war eine internationale Kommission und wissenschaftliche Vereinigung, die 1924 gegründet wurde, um die Landesvermessungen der Ostseeländer an den Staatsgrenzen einander und insgesamt anzugleichen. Sie hatte große Bedeutung für die internationale Erdmessung (siehe auch Europäisches Datum 1950), für die Entwicklung der Astrogeodäsie und der Geophysik, musste aber ihre Arbeit nach dem Zweiten Weltkrieg aus politischen Gründen einstellen.
Die Kommission hatte rechtlich nur informellen Charakter, bestand aber aus offiziellen, führenden Vertretern der Geodäsie in den einzelnen Ländern. Ihr erstes und größtes Projekt war der Ostsee- bzw. Baltische Ring, ein gemeinsames, fast 3.000 km langes Vermessungsnetz, das die Ostseeküsten aller neun Teilnehmerstaaten verbindet. Es gilt als Vorgänger des Europanetzes und befruchtete auch die theoretische Geodäsie.

## Das baltische Ringnetz
Das Baltische Ringnetz ist eine Abspaltung aus der Initiative der Baltischen Geodätischen Kommission, welche zehn Jahre nach dem Ersten Weltkrieg vollzogen wurde.

## Andere große Projekte
Vor der Inangriffnahme des Ostseeringes befasste sich die Kooperative intensiv mit den theoretischen Grundlage einer solchen Großraumvermessung – in gewisser Konkurrenz zu den gerade entstehenden Rahmennetzen quer über die USA, die nach der Bowie-Methode berechnet wurden, und analogen Projekten für die UdSSR. Dabei wurde unter anderem die beste rechnerische Behandlung der Laplace-Azimute und die Reduktion der geodätischen Basislinien (die dem Netz den exakten Maßstab geben sollten) erforscht. Auch eine optimale Eichung der Messmittel, war ein wichtiges Thema und führte zur Entwicklung des Interferenzkomparators – vor allem durch finnische Geodäten, die auch nach dem Krieg auf diesem Gebiet ihre Vorrangstellung halten konnten.
Ähnliches gilt für die Forschung und Entwicklung auf dem Gebiet der Gravimetrie. Für die neun nationalen Eckpunkte des baltischen Ringes wurde begonnen, ein Schweregrundnetz zu schaffen, und die relative Schweremessung durch astatische Gravimeter erfuhr ihre erste Blüte. Sie sollte nach 1950 die recht aufwendigen Messungen mit den Eötvös'schen Drehwaagen ersetzen, mit denen die Angewandte Geophysik heute die Exploration unterirdischer Lagerstätten durchführt.
Auf dem Gebiet der Astro- und Satellitengeodäsie gehen ebenfalls wesentliche Vorarbeiten auf die Kooperation der – wirtschaftlich nicht unbedeutenden – Ostseeländer zurück. Sie wirkten noch weit in die 1950er-Jahre hinüber und führten nicht zuletzt durch Väisäläs Stellartriangulation.